# 1. izvanredna opća skupština Biskupske sinode
Prva izvanredna opća skupština Biskupske sinode održana je od 2. listopada do 28. listopada 1969. godine.
U radu sinode biskupa sudjelovalo je 146 sinodalnih otaca.
Papa Pavao VI. je 23. prosinca 1968. najavio održavanje izvanredne opće sinode kojoj će biti zadaća „ispitati prikladne načine te osigurati bolju suradnju i plodnije kontakte pojedinih biskupskih konferencija sa Svetom Stolicom i među njima”.
Priređena su tri dokumenta:
1. Elapso oecumenico Concilio (o komunitarnosti Crkve);
2. Pastor aeternus (o učvršćenju odnosa između biskupskih konferencija i Svete Stolice);
3. Nunc nobis (o jačanju veza između samih biskupskih konferencija).

### Članci
- Vukšić, Tomo. 2006. Teme i način rada generalnih biskupskih sinoda (1967.-2001.). Vrhbosnensia. Univerzitet u Sarajevu – Katolički bogoslovni fakultet. Sarajevo. 10 (1): 49–78